# Eoperipatus sumatranus
Eoperipatus sumatranus är en klomaskart som först beskrevs av Sedgwick 1888.  Eoperipatus sumatranus ingår i släktet Eoperipatus och familjen Peripatidae. Inga underarter finns listade i Catalogue of Life.